# Río Vallaroso
El río Vallaroso es un pequeño curso de agua que pasa por La Rioja en todo su recorrido, de unos 15 kilómetros. Su caudal es muy irregular, ya que en la época estival sufre una acusada sequía en todo su valle y su caudal disminuye hasta casi secarse. La máxima de este río se consigue en invierno y primavera.
El único pueblo en sus orillas se llama Ambas Aguas, hoy en día despoblado. Con un valle pequeño y profundo y poca agua, llega a desembocar al río Linares, en el término de La Era del Peladillo (Igea). En sus aguas cristalinas se pueden encontrar pequeños peces.
Este río nace en el hayedo de Navalsaz, una sierra que comparte con la cuenca del Cidacos, otro río riojano. Su principal afluente es el Barranco de Muro, que le supera en caudal y en longitud; este último río nunca reduce su caudal, ya que está alimentado por los 14 caños del pueblo Muro de Aguas. No tiene ningún pantano y su régimen es totalmente pluvial; por ese motivo trae tan poquita agua, porque en su valle las precipitaciones son escasas.
- Datos: Q6115827